# Gay Dad
Gay Dad est un groupe britannique de rock alternatif, originaire de Londres, en Angleterre.

## Histoire
Avec Charley Stone (anciennement de Salad) qui les rejoint en tant que guitariste live pour ajouter des parties de guitare superposées à leur son multicouche, ils tournent au Royaume-Uni début 1998, avant d'entamer des sessions d'enregistrement aux RAK Studios à Regents Park avec le producteur Tony Visconti et l'ingénieur-son Mark Frith qui avaient coproduit les démos qui permettent au groupe de signer un contrat. Visconti coproduit (avec le groupe et Frith) le titre To Earth with Love, avant d'être licencié. Les sessions de l'album se sont déplacées au studio The Dairy à Brixton avec les producteurs/ingénieurs du son Gary Langan (ex-Art of Noise) et Chris Hughes. Pendant ce temps, des pressages d'essai du premier single, faits pour les patrons du label et l'équipe marketing à Londres, se retrouvent chez le DJ Mark Radcliffe, qui présentait alors la BBC Radio 1. Ils commencent à jouer les pressages d'essai et London doit planifier une sortie en urgence.
Le groupe est le premier à jouer dans Top of the Pops sans avoir sorti de disque. Ils participent également à l'émission TFI Friday et à l'émission CD:UK.
Le premier album de Gay Dad, Leisure Noise, coproduit par Chris Hughes et Mark Frith, sort en juin 1999 Malgré de bonnes critiques initiales, il ne se classe qu'à la 14e place, bien que les ventes américaines aient dépassé les 25 000 exemplaires. Le groupe se produit en juin au Glastonbury Festival et en juillet, il assure la première partie des Stereophonics au Morfa Stadium de Swansea.
En 2001, le premier single de Transmission, Now Always and Forever, sort et ne parvient pas à se hisser dans le Top 40 du UK Singles Chart. Il n'est pas parvenu à se hisser dans le Top 40 du UK Singles Chart. Une longue tournée britannique est suivie d'un single en édition limitée, Harder, Faster. Le troisième single Transmission sort juste avant la sortie de l'album, fin 2001. Le groupe se sépare en 2002.

## Discographie partielle

### Albums studio
- 1999 : Leisure Noise (UK : no 14)
- 2001 : Transmission[3]

### Singles
- 1999 : To Earth with Love (UK : no 10)
- 1999 : Joy! (no 22)
- 1999 : Oh Jim (no 47)
- 2001 : Now Always and Forever (no 41)
- 2001 : Harder Faster
- 2001 : Transmission (no 58[3])